# Rachid Jkitou
 (août 2020).
Si vous disposez d'ouvrages ou d'articles de référence ou si vous connaissez des sites web de qualité traitant du thème abordé ici, merci de compléter l'article en donnant les références utiles à sa vérifiabilité et en les liant à la section « Notes et références ».
Rachid Jkitou est un boxeur franco-marocain, né le 27 août 1985 à  Nanterre. Champion de France dans la catégorie des poids super-moyens en 2011, il a également obtenu la ceinture WBC Méditerranée en 2015 et le titre WBF 2017 à Marrakech dans la catégorie des poids mi-lourds.    

## Biographie

### Enfance
Rachid Jkitou grandit dans le quartier Pablo Picasso de Nanterre. Il arrête l'école à l’âge de seize ans pour se consacrer entièrement à la boxe. Il obtient sa licence à Puteaux avec comme entraîneur Antoine Lebib.

### Carrière sportive
Jkitou commence sa carrière de boxeur amateur au championnat d’Île-de-France, puis au championnat de France. S’ensuivent plusieurs combats interclubs. Il passe boxeur professionnel à 21 ans et participe au criterium espoir au Cirque d’Hiver à Paris. Il devient challengeur du champion de France des poids super-moyens Christopher Rebrasse. Rachid Jkitou, jusqu'alors invaincu, gagne son combat aux points sur décision unanime des juges du Palais des Sports de Nanterre le 12 mars 2011. 
De retour au Maroc, il combat différents adversaires internationaux puis vise le titre WBC méditerranée en 2015. Le match l’opposant à Jorge Silva a lieu à Marrakech et voit la victoire de Jkitou par KO au 7e round. Il remporte ensuite le titre WBF des mi-lourds face à l’américain Shawn Miller au Golf Palace Marrakech le 8 avril 2017.